# حسن بن عثمان
حسن بن عثمان هو كاتب ووصحفي تونسي، ولد في 12 فيفري 1959 في بلدة الصقالبة الواقعة في معتمدية منزل تميم في ولاية نابل بالجمهورية التونسية.

## مسيرته
بدأ مسيرته في الثمانينيات في الكثير من المنابر المعارضة منها والمستقلة، وساهم بالعديد من المقالات في العديد من الصحف والمجلات العربية من قبيل (كل العرب) التي تصدر من باريس وجريدة القبس الكويتية. أسس وأشرف على تأسيس العديد من الصفحات والملاحق الثقافية بجريدة (المستقبل) الأسبوعية، مجلة (المغرب العربي) الأسبوعية، ملحق (ورقات ثقافية) الأسبوعي ورئيس تحرير القسم الثقافي بجريدة (الرأي العام) سنة 1993.
التحق بعد ذلك بوزارة الثقافة التونسية، رأس تحرير مجلتها الثقافية «الحياة الثقافية» من سنة 1996 إلى 2006.

## بعد الثورة التونسية
عرف حسن بن عثمان بجملة «بن علي مات»، التي قالها في برنامج على قناة تونس 7 يوم 14 جانفي 2011. وشارك عقب الثورة في العديد من البرامج التلفزية التونسية منها خاصة في برنامج لمن يجرؤ فقط، وبرنامج وحش الشاشة، مع الإعلامي سمير الوافي والعديد من التدخلات التي علقت في أذهان المشاهدين.

## أعماله
- 1986 – «عبّاس يفقد الصّواب»، دار الرّياح الأربع للنّشر.[13][14]
- 1990 – «مع عبد الرحمان الهيلة في شؤون الدين والدنيا»، دار سراس للنشر.[15]
- 1991 – «لا فوق الأرض، لا تحتها» (مجموعة قصص)، دار سيراس للنشر.[1] – (ردمك 978-9973-7006-5-0)
- 1998 – بروموسبور: القواعد الخمس للفوز بالرهان الرياضي، مطبعة أوبريس.[16] – (ردمك 978-9973-1799-3-7)
- 2000 – «ليلة الليالي» (رواية)، سراس للنشر.[17][18]
- 2002 – «شيخان»، مطبعة أوبريس.[19]
- 2009 – «المرأة وحجابها» عمل مشترك مع رجاء بن سلامة، دار بترا للنشر والتوزيع.[20]
- 2011 – «أطفال بورقيبة»، دار التنوير للنشر.[21] – (ردمك 978-6589-0988-1-6)
- 2014 – «الرواية الزرقاء: حين طلع البدر علينا في مطار تونس قرطاج الدولي»، منشورات عائشة العزيزة. – (ردمك 978-9938-1232-2-7 )
- 2017 – «تونس السكرانة»، دار نحن للإبداع والنشر والتوزيع.[22][23][24] – (ردمك 978-9938-9583-0-0)

## الجوائز
فاز حسن بن عثمان بـ«جائزة الكومار الذهبي» سنة 1999، عن عمل «بروموسبور: القواعد الخمس للفوز بالرهان الرياضي»، التي تحولت إلى فيلم بعنوان «كلمة رجال»، سنة 2004 من إخراج معز كمّون.